# UFC 183
UFC 183: Silva vs. Diaz fue un evento de artes marciales mixtas celebrado por Ultimate Fighting Championship el 31 de enero de 2015 en el MGM Grand Garden Arena en Las Vegas, Nevada.

## Historia
El evento estuvo encabezado por un combate de peso medio entre Anderson Silva y Nick Diaz.
El combate de peso mosca entre Ian McCall y John Lineker fue originalmente programado para UFC Fight Night 56. Sin embargo, la pelea fue cancelada el día del evento debido a que McCall había enfermado. Finalmente, el combate fue reprogramado para este evento.
El combate de peso medio entre Ed Herman y Derek Brunson fue originalmente programado para UFC on Fox 13. Sin embargo, la pelea fue cancelada el día del evento debido a que Brunson tenía problemas estomacales. Finalmente, el combate fue reprogramado para este evento.
El combate de peso pluma entre Jimy Hettes y Diego Brandão estaba programado para la tarjeta preliminar pero fue cancelado justo antes de que comenzara el evento, debido a que Hettes se había desmayado en el backstage.

## Resultados
1. ↑  Originalmente victoria por decisión unánime (49-46, 50-45, 50-45) para Silva. Resultado cambiado a "Sin resultado" después de que Silva diera positivo por sustancias prohibidas.

## Premios extra
Cada peleador recibió un bono de $50,000.
- Pelea de la Noche: Thales Leites vs. Tim Boetsch
- Actuación de la Noche: Thales Leites y Thiago Alves